# BÚÉK (köszöntés)

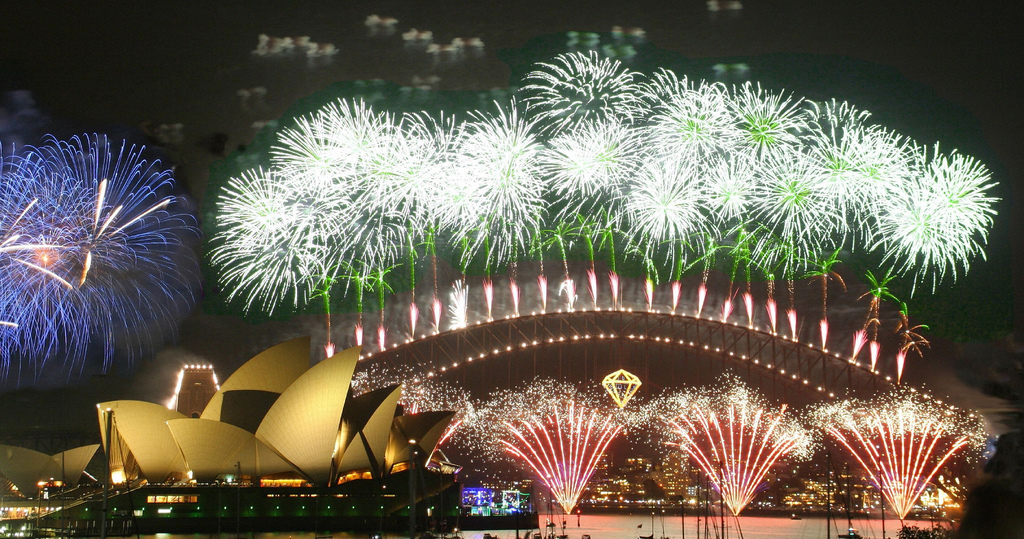
Tűzijáték köszönti az új esztendőt Sydney-ben

A BÚÉK a naptári év fordulója idején, szilveszter, illetve újév napján használatos „Boldog új évet kívánok!” köszöntés rövidítése.
A segítségével akár egy konkrét évre szóló jókívánság is tömören kifejezhető: BÚÉK 2010 = „Boldog új évet kívánok a 2010-es esztendőre!”
Főként írásos formában, azaz például üdvözlőlapokon, szöveges üzenetekben fordul elő, nemritkán azonban szóban is elhangzik, ilyenkor az Ú betűt általában nem ejtik hosszan: [bueːk], esetleg ízesebben [bujeːk]. A kiejtésbeli torzulás (rövidülés) követése lehet az oka az egyik gyakori hibás írásmódjának, a BUÉK alaknak is.
A B. ú. é. k. rövidítés a gyakorlatban sosem terjedt el igazán. A szabályzat 2015-ös, 12. kiadása szerint a BÚÉK az egyedül elfogadható forma, a B. ú. é. k. pedig száműzve lett a helyesírási szótárból.
A rövidítések és mozaikszók írásmódjának hibás összekeveréséből adódik a szintén gyakori, de helytelen B.Ú.É.K. alak.
Előfordul, hogy a rövidítést a „Bízd újra életed Krisztusra!” mondattal oldják fel.